# Vadu Izei
Vadu Izei là một xã thuộc hạt Maramureș, România. Dân số thời điểm năm 2002 là 2842 người.